# Goya 2018
Die 32. Verleihung des Goya fand am 3. Februar 2018 im Madrid Marriott Auditorium Hotel in Madrid statt. Der wichtigste spanische Filmpreis wurde in 28 Kategorien vergeben. Moderiert wurde die Verleihung von Joaquín Reyes und Ernesto Sevilla.

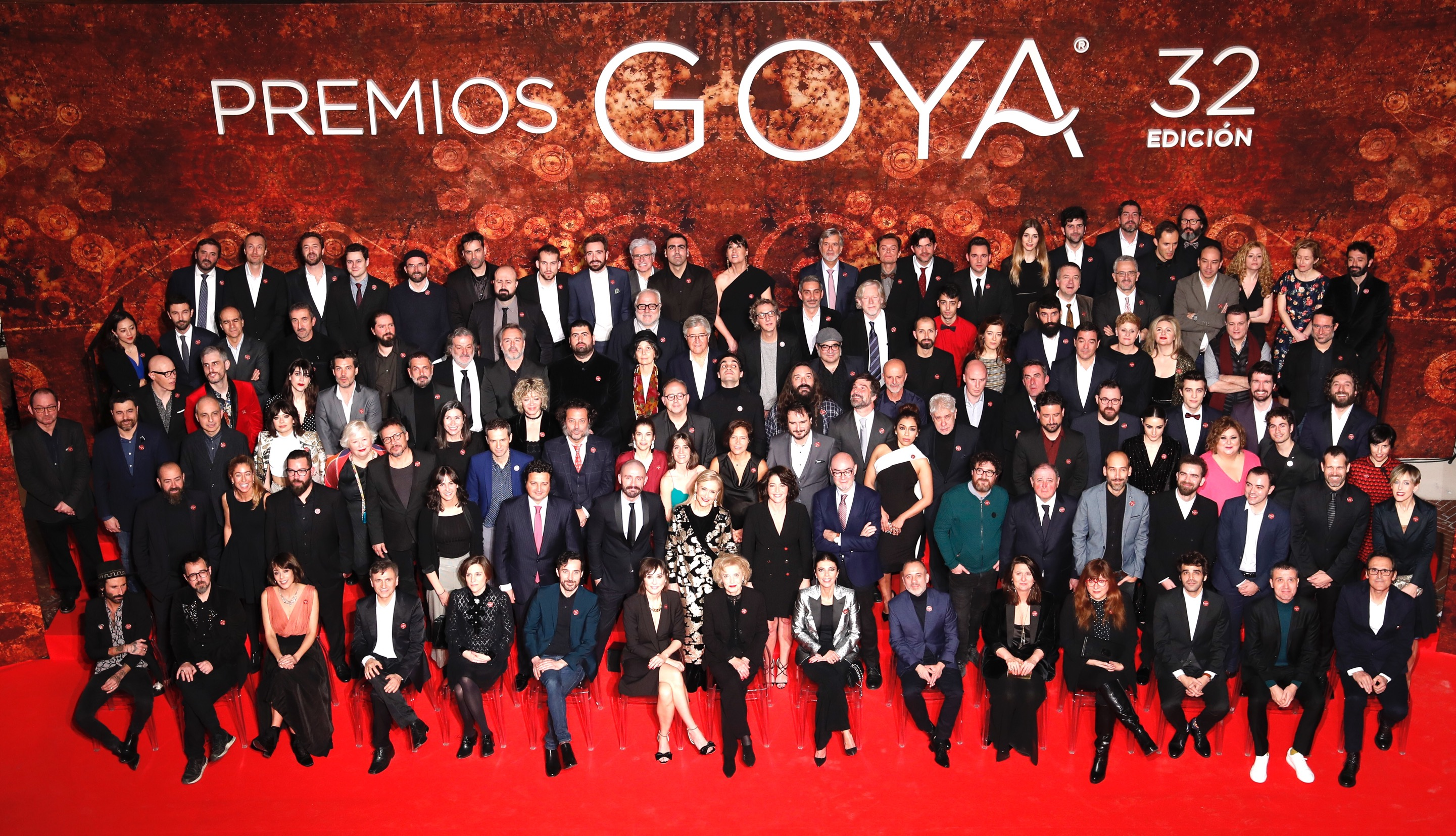
Gruppenfoto der Nominierten (2018)

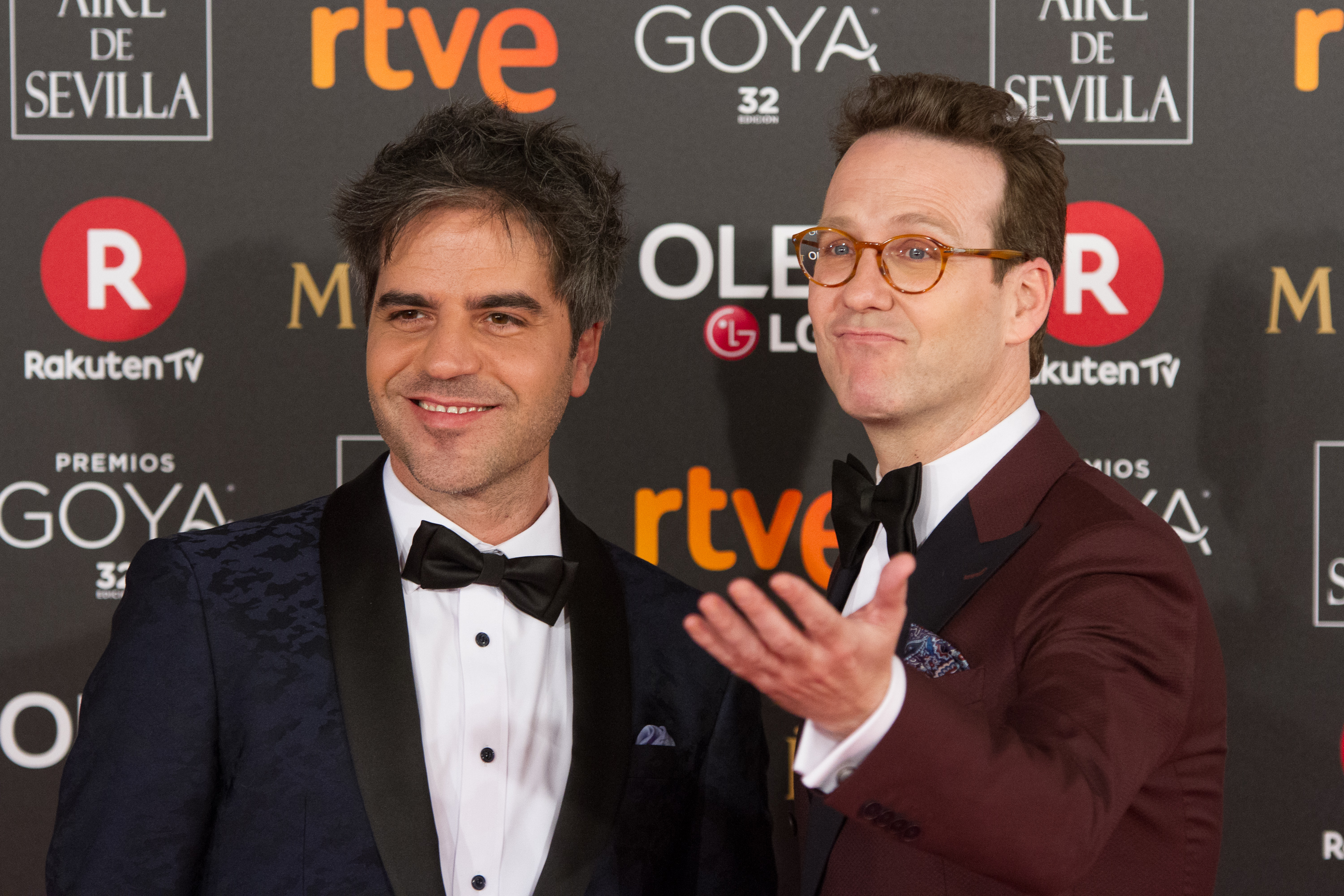
Die beiden Gastgeber Ernesto Sevilla (links) und Joaquín Reyes auf dem roten Teppich der 32. Goya-Verleihung

## Gewinner und Nominierte
| Statistik (Filme mit mehr als einer Nominierung) N=Nominierung; A=Auszeichnung |    |    |
| Film                                                                           | N  | A  |
| Handia                                                                         | 13 | 10 |
| Der Buchladen der Florence Green                                               | 12 | 3  |
| El Autor                                                                       | 9  | 2  |
| Fridas Sommer                                                                  | 8  | 3  |
| Abracadabra                                                                    | 8  | 0  |
| Verónica – Spiel mit dem Teufel                                                | 7  | 1  |
| Oro                                                                            | 6  | 0  |
| La llamada                                                                     | 5  | 1  |
| No sé decir adiós                                                              | 3  | 1  |
| Pieles – Du kannst nicht aus deiner Haut                                       | 3  | 0  |
| Loving Pablo                                                                   | 2  | 0  |
| Rescue Under Fire                                                              | 2  | 0  |

### Bester Film (Mejor película)
Der Buchladen der Florence Green (The Bookshop) – Regie: Isabel Coixet
- El Autor (El autor) – Regie: Manuel Martín Cuenca
- Fridas Sommer (Estiu 1993) – Regie: Carla Simón
- Handia – Regie: Aitor Arregi und Jon Garaño
- Verónica – Spiel mit dem Teufel (Verónica) – Regie: Paco Plaza

### Beste Regie (Mejor dirección)
Isabel Coixet – Der Buchladen der Florence Green (The Bookshop)
- Aitor Arregi und Jon Garaño – Handia
- Manuel Martín Cuenca – El Autor (El autor)
- Paco Plaza – Verónica – Spiel mit dem Teufel (Verònica)

### Beste Nachwuchsregie (Mejor dirección novel)
Carla Simón – Fridas Sommer (Estiu 1993)
- Javier Ambrossi und Javier Calvo – La llamada
- Lino Escalera – No sé decir adiós
- Sergio G. Sánchez – Das Geheimnis von Marrowbone (Marrowbone)

### Bester Hauptdarsteller (Mejor actor)
Javier Gutiérrez – El Autor (El autor)
- Javier Bardem – Loving Pablo
- Antonio de la Torre Martín – Abracadabra
- Andrés Gertrúdix – Morir

### Beste Hauptdarstellerin (Mejor actriz)
Nathalie Poza – No sé decir adiós
- Penélope Cruz – Loving Pablo
- Emily Mortimer – Der Buchladen der Florence Green (The Bookshop)
- Maribel Verdú – Abracadabra

### Bester Nebendarsteller (Mejor actor de reparto)
David Verdaguer – Fridas Sommer (Estiu 1993)
- Antonio de la Torre Martín – El Autor (El autor)
- José Mota – Abracadabra
- Bill Nighy – Der Buchladen der Florence Green (The Bookshop)

### Beste Nebendarstellerin (Mejor actriz de reparto)
Adelfa Calvo – El Autor (El autor)
- Anna Castillo – La llamada
- Belén Cuesta – La llamada
- Lola Dueñas – No sé decir adiós

### Bester Nachwuchsdarsteller (Mejor actor revelación)
Eneko Sagardoy – Handia
- Santiago Alverú – Selfie
- Eloi Costa – Pieles – Du kannst nicht aus deiner Haut (Pieles)
- Pol Monen – Amar

### Beste Nachwuchsdarstellerin (Mejor actriz revelación)
Bruna Cusí – Fridas Sommer (Estiu 1993)
- Itziar Castro – Pieles – Du kannst nicht aus deiner Haut (Pieles)
- Sandra Escacena – Verónica – Spiel mit dem Teufel (Verònica)
- Adriana Paz – El Autor (El autor)

### Bestes Originaldrehbuch (Mejor guion original)
Aitor Arregi, Andoni de Carlos, Jon Garaño und José Mari Goenaga  – Handia
- Pablo Berger – Abracadabra
- Fernando Navarro und Paco Plaza – Verónica – Spiel mit dem Teufel (Verònica)
- Carla Simón – Fridas Sommer (Estiu 1993)

### Bestes adaptiertes Drehbuch (Mejor guion adaptado)
Isabel Coixet – Der Buchladen der Florence Green (The Bookshop)
- Javier Ambrossi und Javier Calvo – La llamada
- Coral Cruz und Agustí Villaronga – Zweifelhafter Ruhm (Incierta gloria)
- Manuel Martín Cuenca und Alejandro Hernández – El Autor (El autor)

### Beste Produktionsleitung (Mejor dirección de producción)
Ander Sistiaga – Handia
- Alex Boyd und Jordi Berenguer – Der Buchladen der Florence Green (The Bookshop)
- Luis Fernández Lago – Oro
- Mireia Graell Vivancos – Fridas Sommer (Estiu 1993)

### Beste Kamera (Mejor fotografía)
Javier Agirre Erauso – Handia
- Paco Femenía – Oro
- Jean Claude Larrieu – Der Buchladen der Florence Green (The Bookshop)
- Santiago Racaj – Fridas Sommer (Estiu 1993)

### Bester Schnitt (Mejor montaje)
Laurent Dufreche und Raúl López – Handia
- Bernat Aragonés – Der Buchladen der Florence Green (The Bookshop)
- David Gallart – Abracadabra
- Ana Pfaff und Didac Palou – Fridas Sommer (Estiu 1993)

### Bestes Szenenbild (Mejor dirección artística)
Mikel Serrano – Handia
- Alain Bainée – Abracadabra
- Javier Fernández – Oro
- Llorenç Miquel – Der Buchladen der Florence Green (The Bookshop)

### Beste Kostüme (Mejor diseño de vestuario)
Saioa Lara – Handia
- Paco Delgado – Abracadabra
- Tatiana Hernández – Oro
- Mercè Paloma – Der Buchladen der Florence Green (The Bookshop)

### Beste Maske (Mejor maquillaje y peluquería)
Gorka Aguirre, Olga Cruz und Ainhoa Eskisabel – Handia
- Eli Adánez, Sergio Pérez Berbel und Pedro de Diego – Oro
- Jesús Gil, Lola Gómez und Óscar del Monte – Pieles – Du kannst nicht aus deiner Haut (Pieles)
- Sylvie Imbert und Paco Rodríguez Frías – Abracadabra

### Beste Spezialeffekte (Mejores efectos especiales)
David Heras und Jon Serrano – Handia
- Reyes Abades und Isidro Jiménez – Oro
- Reyes Abades und Curro Muñoz – Rescue Under Fire (Zona hostil)
- David Heras und Raúl Romanillos – Verónica – Spiel mit dem Teufel (Verònica)

### Bester Ton (Mejor sonido)
Aitor Berenguer, Gabriel Gutiérrez und Nicolas de Poulpiquet – Verónica – Spiel mit dem Teufel (Verònica)
- Sergio Bürmann, Nicolas de Poulpiquet und David Rodríguez – El Bar – Frühstück mit Leiche (El bar)
- Iñaki Díez und Xanti Salvador – Handia
- Pelayo Gutiérrez, Alberto Ovejero und Daniel de Zayas – El Autor (El autor)

### Beste Filmmusik (Mejor música original)
Pascal Gaigne – Handia
- Alberto Iglesias – Das Komplott – Verrat auf höchster Ebene (La cordillera)
- Eugenio Mira – Verónica – Spiel mit dem Teufel (Verònica)
- Alfonso de Vilallonga – Der Buchladen der Florence Green (The Bookshop)

### Bester Filmsong (Mejor canción original)
„La llamada“ von Leiva – La llamada
- „Rap Zona Hostil“ von Roque Baños – Rescue Under Fire (Zona hostil)
- „Algunas veces“ von José Luis Perales – El Autor (El autor)
- „Feeling Lonely on a Sunday Afternoon“ von Alfonso de Vilallonga – Der Buchladen der Florence Green (The Bookshop)

### Bester Kurzfilm (Mejor cortometraje de ficción)
Madre – Regie: Rodrigo Sorogoyen
- Australia – Regie: Lino Escalera
- Baraka – Regie: Néstor Ruiz Medina
- Como yo te amo – Regie: Fernando García-Ruiz
- Extraños en la carretera – Regie: Carlos Solano

### Bester animierter Kurzfilm (Mejor cortometraje de animación)
Woody & Woody – Regie: Jaume Carrió
- Colores – Regie: Arly Jones und Sami Natsheh
- El ermitaño – Regie: Raúl Díez
- Un día en el parque – Regie: Diego Porral

### Bester Dokumentarkurzfilm (Mejor cortometraje documental)
Los desheredados – Regie: Laura Ferrés
- Primavera rosa en México – Regie: Mario de la Torre Espinosa
- The Fourth Kingdom – Regie: Adán Aliaga und Àlex Lora
- Tribus de la Inquisición – Regie: Mabel Lozano

### Bester Animationsfilm (Mejor película de animación)
Tad Stones und das Geheimnis von Köng Midas (Tadeo Jones 2: El secreto del Rey Midas) – Regie: David Alonso und Enrique Gato
- Deep – Regie: Julio Soto Gurpide
- Nur eta Herensugearen tenplua – Regie: Juan Bautista Berasategi

### Bester Dokumentarfilm (Mejor película documental)
Muchos hijos, un mono y un castillo – Regie: Gustavo Salmerón
- Cantábrico – Regie: Joaquín Gutiérrez Acha
- Dancing Beethoven – Regie: Arantxa Aguirre
- Saura(s) – Regie: Félix Viscarret

### Bester europäischer Film (Mejor película europea)
The Square, Schweden – Regie: Ruben Östlund
- Das Leben ist ein Fest (Le Sens de la fête ), Frankreich – Regie: Olivier Nakache und Éric Toledano
- Lady Macbeth, Großbritannien – Regie: William Oldroyd
- Toni Erdmann, Deutschland – Regie: Maren Ade

### Bester ausländischer Film in spanischer Sprache (Mejor película extranjera de habla hispana)
Eine fantastische Frau (Una mujer fantástica), Chile – Regie: Sebastián Lelio
- Amazona, Kolumbien – Regie: Clare Weiskopf und Nicolas van Hemelryck
- Stürmisches Land (Tempestad), Mexiko – Regie: Tatiana Huezo
- Zama, Argentinien – Regie: Lucrecia Martel

## Ehrenpreis (Goya de honor)
- Marisa Paredes, spanische Schauspielerin